# Saison 2 de Twin Peaks
Chronologie
saison 1 Saison 3 de Twin Peaks (The Return)
Cet article présente la deuxième saison de la série télévisée Twin Peaks.

## Synopsis
À Twin Peaks dans l'État de Washington, le méticuleux agent spécial du FBI Dale Cooper poursuit son enquête sur le meurtre de Laura Palmer, une jolie lycéenne connue et aimée de tous, retrouvée dans un sac en plastique sur la berge d'une rivière.

## Distribution

### Personnages principaux
- Kyle MacLachlan : agent Dale Cooper
- Michael Ontkean : shérif Harry S. Truman
- Mädchen Amick : Shelly Johnson
- Dana Ashbrook : Bobby Briggs
- Richard Beymer : Benjamin Horne
- Lara Flynn Boyle : Donna Hayward
- Sherilyn Fenn : Audrey Horne
- Warren Frost : Dr. William Hayward
- Peggy Lipton : Norma Jennings
- James Marshall : James Hurley
- Everett McGill : Big Ed Hurley
- Jack Nance : Pete Martell
- Kimmy Robertson : Lucy Moran
- Ray Wise : Leland Palmer
- Joan Chen : Jocelyn « Josie » Packard

### Personnages récurrents
- Piper Laurie : Catherine Martell
- Sheryl Lee : Laura Palmer / Madeleine Ferguson
- Michael Parks : Jean Renault

## Épisodes
N. B. : À l'origine, les épisodes n'avaient pas de titre. C'est lors de leur diffusion en Allemagne que des titres leur ont été donnés. Les titres anglais présentés ci-dessous sont une traduction des titres allemands utilisés par certains fans et journalistes. En France, ils sont utilisés des années plus tard lors de leur diffusion sur Netflix, puis Canal+.

### Épisode 8
- États-Unis : ABC, 30 septembre 1990
- France : La Cinq, 20 mai 1991

- Grace Zabriskie (Sarah Palmer)
- Chris Mulkey (Hank Jennings)
- Miguel Ferrer (Agent spécial Albert Rosenfield)
- David Patrick Kelly (Jerry Horne)
- Wendy Robie (Nadine Hurley)
- Don Davis (Major Briggs)
- Victoria Catlin (Blackie O'Reilly)
- Mary Jo Deschanel (Eileen Hayward)
- Catherine E. Coulson (Margaret Lanterman, "la dame à la buche")
- Al Strobel (le manchot)
- Carel Struycken (le géant)
- Phoebe Augustine (Ronette Pulaski)
- Jessica Wallenfels (Harriet Hayward)
- Alicia Witt (Gersten Hayward)
- Hank Worden (le serveur)
- Frank Silva (Killer Bob)

Cooper a échappé à la mort grâce à son gilet pare-balles. Il reçoit la visite d'un vieux serveur sénile qui lui apporte un lait chaud mais ne fait rien pour l'aider, à part raccrocher le téléphone. Puis il reçoit la visite d'un énigmatique géant, qui prend la bague de Cooper et qui lui donne trois indices : il y a un homme dans un grand sac souriant, les hiboux ne sont pas toujours ce que l'on pense et sans produit chimique, il apparait.

Au Jack n'a qu'un œil, l'intervention de Jerry Horne sort Audrey d'une situation inconfortable face à son père, le propriétaire de la maison close, venu essayer la nouvelle fille.

Andy, qui a entendu le coup de feu au téléphone, arrive à l'Hôtel du Grand Nord avec Truman et Hawk. Ils emmènent Cooper à l'hôpital.

Le lendemain matin, à peine rétabli, Cooper reprend son enquête malgré l'avis du docteur Hayward. Leo et Nadine sont dans le coma, Pete Martell et Shelly ont été intoxiqués par la fumée de l'incendie de la scierie et le docteur Jacoby se remet d'une crise cardiaque qu'il a eu lors de son agression.

Josie et Catherine ont mystérieusement disparu. 

À l'hôpital, Ronette commence à émerger de son coma et prononce le prénom de Laura.

Les cheveux de Leland sont devenus blancs en l'espace d'une nuit et il affiche une surprenante bonne humeur. Alors que Ben Horne veut découvrir ce qui est arrivé à Catherine, Leland arrive en chantant dans son bureau et déclare qu'il est prêt pour son retour.

Lors d'une perquisition chez les Johnson, Cooper détermine ce qu'il s'y est passé la veille, Hawk trouve le pardessus de Leo sentant l'essence qui à servi pour allumer l'incendie de la scierie et quand l'agent Rosenfield débarque, Andy découvre accidentellement des indices : des bottes neuves et de la cocaïne.

Donna et Maddy se retrouvent au Double R et conviennent de se taire pour protéger James qui est en garde à vue. Donna ouvre un pli reçu au restaurant avec une simple note : « Cherchez du côté des repas à domicile. »

Andy découvre que Leo Johnson était en prison au moment du meurtre de Teresa Banks. Il ne peut donc être son meurtrier. Cooper se lance sur la piste d'un troisième homme, qui aurait entraîné Laura et Ronette dans le wagon. Il demande à Andy et Lucy de chercher une photo de Teresa Banks dans tous les anciens numéros de Flesh World.

Truman interroge James : ils écoutent la cassette trouvée chez Jacoby et James lui apprend que Laura récitait une comptine qui parlait de « jouer avec le feu » et de « jouer avec Bob ».

Cooper demande à James de lui remettre le pendentif en forme de cœur. James lui dit qu'il l'a trouvé chez Jacoby.

Donna rend visite à James en prison, elle semble possédée par Laura.

Cooper interroge Jacoby à propos du pendentif : le docteur raconte que, la nuit après la mort de Laura, il a suivi Léo. Après avoir perdu sa trace, il a suivi la moto de James Hurley et a vu James et Donna enterrer le pendentif.

Bobby Briggs rend visite à Shelly à l'hôpital.

Cooper rencontre Ed à l'hôpital, qui est au chevet de Nadine et parle à Cooper de son passé. Il lui avoue qu'il a toujours été amoureux de Norma, elle-même amoureuse de lui, mais qu'il a eu de la pitié pour Nadine au point de sacrifier son amour pour Norma.

Cooper trouve la réponse à la première énigme du géant en voyant un sac mortuaire ouvert en forme de sourire.

Au double R, Bobby a une discussion avec son père, le major Garland Briggs, un militaire qui travaille sur des sujets top secret, et semble ému. En voyant Hank, il se remémore les évènements de la veille chez Léo.

Cooper et Albert exposent leur théorie sur les évènements de la nuit du meurtre de Laura par le troisième homme dont le groupe sanguin est AB-.

Truman raccompagne Pete chez lui, ils trouvent un mot laissé par Josie, qui est allée à Seattle.

Ben et Jerry rencontrent Hank Jennings, qui confirme qu'il a bien tiré sur Leo, en pensant qu'il était seul chez lui, et que Catherine était dans la scierie quand l'incendie a éclaté.

Audrey est convoquée par Blackie, qui n'est pas très satisfaite de ses services.

À la suite d'un message laissé à son intention au double R, Donna décide de prendre la place de Laura dans la tournée de distribution de repas à domicile afin de trouver de nouveaux indices.

Les Palmer dînent chez les Hayward, et Leland semble particulièrement joyeux. Accompagné par la jeune sœur de Donna, il entonne une chanson et fait un malaise.

Enfermée dans sa chambre au Jack n'a qu'un œil, Audrey prie pour que Cooper lui vienne en aide.

À la fin de la journée, Cooper reçoit une nouvelle visite du géant qui déclare qu'une seule personne a réellement vu le troisième homme, et qu'elle est prête à parler. Mais aussi qu'il a « oublié quelque chose ».

### Épisode 9
- États-Unis : ABC, 6 octobre 1990
- France : La Cinq, 27 mai 1991

Les agents Dale Cooper et Albert Rosenfield sont espionnés pendant leur petit-déjeuner par un homme asiatique. Albert Rosenfield suggère de contacter Windom Earle, un ancien agent du FBI à la retraite dont il n’a plus de nouvelles.
Donna Hayward distribue les plats aux domiciles des personnes âgées dans le but d’identifier les relations passées de Laura Palmer. Mme Tremond, accompagnée de son petit fils, lui suggère de se renseigner auprès de son voisin, M. Smith, qui vit isolé dans son domicile. Donna glisse ses coordonnées sous la porte de M. Smith.
Les agents Cooper et Rosenfield montrent à Ronnette Pulaski, sortie du coma mais muette, le portrait crayonné de Leo, mais celle-ci ne le reconnaît pas. En revanche, elle se montre effrayée par le simple portrait de Bob, le tueur présumé de Laura Palmer.
Les frères Horne ont récupéré les deux registres comptables de la scierie, le vrai ainsi que le faux préparé par Catherine Martell, mais n’arrivent pas à se décider lequel des deux il leur est préférable de détruire.
L’adjoint Andy Brennan révèle à Lucy Moran qu’il est stérile, mais celle-ci refuse de discuter de sa grossesse. Hank, lors de sa visite hebdomadaire à la police, nargue le shérif Truman qui se désespère du comportement de son ancien camarade d’école.
Benjamin Horne annonce à Truman qu’Audrey a disparu. Jerry Horne a découvert que la police d’assurance de Catherine Martell n’est pas signée, et n’est donc pas valide. De plus, le contrat immobilier que les frères Horne cherchent à établir avec des investisseurs islandais est compromis en raison d’une maladresse de Leland Palmer qui a annoncé l'incendie de la scierie. Toutefois, celui-ci reconnaît le portrait de Bob sur un avis de recherche : Bob habitait autrefois près de la maison de ses grands-parents. Il cherche en vain à en informer le shérif Truman.
Le Dr. William Hayward annonce à Shelly Johnson que son mari Leo est toujours dans le coma, paralysé par la balle entrée dans sa colonne vertébrale et qu’il n’est pas certain qu’il se réveille un jour. Bobby Briggs suggère à Shelly de vivre de l’argent que l’assurance versera pour l'invalidité de Leo.
Au « Jack n’a qu’un œil », Audrey Horne fait parler Emory Battis, le gérant du Grand Magasin Horne, qui lui avoue que le rayon parfumerie est une porte d’entrée pour recruter des hôtesses et des prostituées.
Le major Briggs se présente à l’agent Cooper et lui révèle que sa mission consiste à entretenir un réseau d’émetteurs afin d’enregistrer les signaux provenant de l’espace. Des signaux enregistrés au moment de l’attentat contre Cooper indiquent le nom de Cooper et le message "Les hiboux ne sont pas toujours ce que l’on pense".
Donna se rend compte de l’attirance réciproque entre son ami James Hurley et Maddy Ferguson. Donna reçoit un appel téléphonique de M. Smith qui accepte de lui parler. Maddy a une vision effrayante de Bob.

### Épisode 10
- États-Unis : ABC, 13 octobre 1990
- France : La Cinq, 27 mai 1991

Les agents Cooper et Rosenfield, ainsi que le shérif Truman, découvrent sous un ongle de Ronnette Pulaski la lettre "B" inscrite sur un petit bout de papier, comme c’était le cas précédemment avec Teresa Banks "T" et Laura Palmer "R".
Donna Hayward découvre que Harold Smith est un jeune horticulteur agoraphobe qui cultive des orchidées à son domicile. Laura Palmer s’était liée amitié avec lui lors de sa distribution de repas. 
Une analyse de la drogue trouvée dans le réservoir de la moto de James Hurley innocente celui-ci. Tandis que le shérif Truman s’énerve de l’habituel comportement hautain de l’agent Albert Rosenfield, celui-ci annonce être un pratiquant de la non-violence.
Leland Palmer informe l’agent Cooper et le shérif Truman qu’il a reconnu le portrait sur l’avis de recherche diffusé par la police : l’homme recherché résidait autrefois près de la maison de ses grands-parents et avait une fascination pour le feu, son nom était RoBerTson.
Lucy annonce sa grossesse à Dick Tremayne, un vendeur de vêtements maniaque et égocentrique et qui n’est pas ravi de l’apprendre.
Philip Michael Gerard, le vendeur de chaussures manchot venu présenter ses produits au shérif Truman, a une crise en voyant l’avis de recherche. Pour se maîtriser, il s’injecte un produit chimique dans les toilettes. L’agent Cooper, découvrant la seringue de Gerard par-terre, y reconnaît le troisième message, « sans produit chimique, il apparaît », que le géant lui avait transmis dans ses rêves.
Truman et Cooper devinent que Shelly Johnson, influencée par quelqu’un, veut vivre de l’argent de l’assurance versée pour le coma de Leo Johnson.
L’agent Cooper partage ses craintes auprès de Benjamin Horne au sujet de la disparition d’Audrey Horne, mais Benjamin Horne ne le prend pas au sérieux. Les deux hommes sont surveillés à distance par un homme asiatique.
Un nouveau personnage, Jean Renault, qui est le frère de Bernard et de Jacques Renault, apparaît au « Jack n’a qu’un œil », accompagné de Nancy O’Reilly qui est elle-même la sœur de Blackie O’Reilly. Jean Renault injecte de l'héroïne dans les veines d’Audrey Horne dans le but de la rendre dépendante à la drogue. Son intention est d’aider Blackie O’Reilly et Emory Battis à extorquer de l’argent à Benjamin Horne pour récupérer sa fille. Toutefois, Jean Renault pense qu’Audrey Horne ne doit pas sortir vivante de sa captivité.
Pete Martell informe le shérif Truman du retour prochain de Josie Packard.
Nadine Hurley sort du coma. Sous hypnose, le docteur Lawrence Jacoby identifie le tueur de Jacques Renault comme étant Leland Palmer. Cooper et Truman se rendent au domicile de Leland pour l’arrêter.

### Épisode 11
- États-Unis : ABC, 20 octobre 1990
- France : La Cinq, 3 juin 1991

Interrogé par le shérif Truman, Leland Palmer reconnaît avoir tué Jacques Renault qu’il pense avoir été responsable de la mort de sa fille.
L’agent Cooper s’aperçoit que Philip Michael Gerard est le fournisseur des bottes découvertes près de la cocaïne dans la cachette de Leo Johnson.
Jean Renault fait chanter Benjamin Horne en lui montrant une cassette vidéo dans laquelle Audrey Horne est brutalisée : pour récupérer sa fille, Benjamin Horne devra verser une rançon de 135 000 $ en liquide qui doit être apportée par l’agent Cooper. Celui-ci, bien qu’il soit mis mal à l’aise par la demande de Benjamin Horne, accepte de transporter l’argent. Cooper demande à Truman de l’aide mais sans lui expliquer que son but est de verser la rançon d’Audrey.
Donna Hayward essaie de récupérer le journal de Laura Palmer, mais Harold Smith ne veut pas s’en déposséder.
Après son séjour à Seattle, Josie Packard apprend la mort probable de Catherine Martell dans l’incendie de la scierie.
Au « Jack n’a qu’un œil », Jean Renault assassine Emory Battis.
Josie Packard retrouve Truman. 
Le juge Clinton Sternwood et le procureur général Daryl Lodwick arrivent à Twin Peaks pour la mise en accusation de Leland Palmer, accusé du meurtre de Jacques Renault. Au restaurant Double R, Hank Jennings vole, sur un malentendu, l'insigne du procureur Daryl Lodwick.
Lucy Moran rompt définitivement avec Dick Tremayne car celui-ci lui a suggéré d’interrompre sa grossesse.

### Épisode 12
- États-Unis : ABC, 27 octobre 1990
- France : La Cinq, 3 juin 1991

L’agent Cooper découvre sous son lit la lettre qu’Audrey Horne avait laissée à son intention. Dans cette lettre, elle lui annonce son projet de se rendre au « Jack n’a qu’un œil ». Cooper en déduit qu’Audrey y est retenue prisonnière.
L’adjoint Hawk, parti vérifier les informations fournies par Leland Palmer, n’a pas pu confirmer auprès du voisinage l’identité du principal suspect dans le meurtre de Laura Palmer.
Le juge Clinton Sternwood accorde à Leland Palmer la libération sous caution. Il décide également l’impossibilité de juger Leo Johnson tant que celui-ci demeure dans le coma.
Donna Hayward convainc Harold Smith de lui confier le journal de Laura Palmer. En échange, Donna devra au préalable lui raconter des épisodes de sa vie qu’il consignera dans un nouveau journal.
Nadine Hurley rentre chez elle mais, ayant perdu l’esprit, ne reconnaît plus personne. Elle a également développé une force telle qu’elle peut par erreur arracher la porte du réfrigérateur.
Benjamin Horne reçoit la visite surprise de M. Tojamura, un investisseur japonais, qui lui fait une belle offre de 5 000 000 $ pour acquérir le terrain de la scierie. En parallèle, Benjamin Horne charge Hank Jennings de suivre Cooper et, lorsque celui-ci aura déposé la rançon et délivré sa fille Audrey, d’éliminer Cooper et de ramener Audrey.
L’adjoint Andy Brennan apprend d’un laboratoire d’analyse que son problème de fertilité provenait d’une oligospermie. Il pense ne plus être stérile. 
A la recherche de Philip Michael Gerard, l’adjoint Hawk a trouvé dans une chambre de motel des seringues contenant un produit chimique non-identifié. Cooper veut faire analyser le produit par Albert Rosenfield.
Pour séduire Harold Smith lors de la rédaction de son journal, Donna Hayward lui narre un épisode érotique.
L’agent Cooper et le shérif Truman se rendent discrètement au « Jack n’a qu’un œil » dans le but de délivrer Audrey Horne. Truman assiste au meurtre de Blackie O’Reilly par Jean Renault. De son côté, Cooper trouve la chambre d’Audrey et maîtrise Nancy O’Reilly. Cooper, emportant Audrey inconsciente, rejoint Truman, et les deux sont sauvés de la menace d’un garde par l’adjoint Hawk qui avait deviné leurs intentions et les avait suivis furtivement. Hank Jennings, qui les regarde s’éloigner du « Jack n’a qu’un œil », téléphone à Benjamin Horne et lui annonce la libération de sa fille. Mais Hank Jennings n’a pas le temps d’intervenir contre Cooper : Hank est maîtrisé par Jean Renault qui, découvrant l’insigne du procureur Lodwick dans la poche de Hank, le prend pour un policier.

### Épisode 13
- États-Unis : ABC, 3 novembre 1990
- France : La Cinq, 10 juin 1991

David Lynch (Gordon Cole)
Dans la maison d’Harold Smith, Donna Hayward et Maddy Ferguson sont sauvés de la colère d’Harold Smith par l’irruption de James Hurley. Les trois jeunes gens s’enfuient, mais Harold Smith réussit à conserver le journal de Laura Palmer.
Le shérif Truman reconnaît Jean Renault sur des photographies d’identification judiciaire. Cooper comprend alors que Jean Renault utilisait Audrey Horne comme appât afin de l’attirer, vraisemblablement pour venger la mort de ses deux frères.
Cooper restitue à Benjamin Horne l’argent de la rançon, et lui indique que sa fille Audrey était prisonnière au « Jack n’a qu’un œil » où elle a été droguée et que la tenancière de la maison close (Blackie O’Reilly) a été tuée par Jean Renault.
Leo Johnson, en fauteuil roulant et toujours sans réaction, est reconduit à son domicile. Shelly Johnson a quitté son emploi, espérant vivre des primes d’assurance destinés au soutien de Leo. Toutefois, Bobby Briggs et elle découvrent que, une fois les charges déduites, la somme réellement versée à Shelly est finalement dérisoire.
Donna Hayward informe le shérif Truman de l’existence du journal de Laura Palmer chez Harold Smith. Gordon Cole, le chef de l’agent Cooper, débarque au bureau du shérif. Gordon Cole rapporte les analyses d’Albert Rosenfield : des fibres d’un manteau de vigogne ont été découvertes près de la chambre de Cooper, la seringue de Philip Michael Gerard contient une drogue très puissante, et des pages ensanglantées d’un journal intime ont été trouvées près de la voie de chemin de fer.
Benjamin Horne retrouve sa fille Audrey mais celle-ci, sachant désormais qu’il est le propriétaire du « Jack n’a qu’un œil », se montre peu amicale à son égard.
Pressée par l’homme asiatique qui lui annonce leur départ imminent pour Hong Kong, Josie Packard se rend chez Benjamin Horne pour récupérer immédiatement l’argent qu’il lui doit pour la vente du terrain de la scierie.
Maddy Ferguson annonce à James Hurley son départ de Twin Peaks.
Leo Johnson montre un début d’éveil lorsque Shelly et Bobby font la fête devant lui.
Gordon Cole transmet à l’agent Cooper une lettre anonyme qui lui est destinée. La lettre indique un coup d’une partie d’échec.
Benjamin Horne a reçu conjointement deux paiements pour le terrain : des investisseurs islandais et M. Tojamura. Jerry Horne est à Tokyo pour se renseigner sur cet investisseur japonais. Leland Palmer conseille à Benjamin Horne de retarder la vente à M. Tojamura sauf des prétextes quelconques.
Le shérif Truman découvre, effaré, Josie Packard sur le départ ; elle lui demande de l’oublier.
L’investisseur japonais M. Tojamura presse Benjamin Horne pour l’acquisition du terrain de la scierie.

### Épisode 14
- États-Unis : ABC, 17 mai 1990
- France : La Cinq, 10 juin 1991

Accompagné par la police à l’Hôtel du Grand Nord, Mike, l’esprit qui occupe le corps de Philip Michael Gerard, est mis en présence des clients de l’hôtel. Toutefois, Mike ne reconnaît Bob dans aucune des personnes qui lui sont présentées. Finalement, Mike s’effondre au sol lors de l’arrivée de Benjamin Horne.
Maddy Ferguson annonce son départ à Leland et Sarah Palmer. Bien que ceux-ci accusent le coup, ils acceptent sa décision.
L’adjoint Hawk découvre que Harold Smith s’est pendu à son domicile. Il trouve le deuxième journal intime de Laura Palmer parmi les débris sur le sol.
Face aux difficultés financières, Shelly Johnson et Bobby Briggs s’interrogent sur l’argent que Leo Johnson aurait pu obtenir de ses trafics. A leur grande surprise, ils entendent Leo prononcer « Chaussures neuves ». Shelly suppose que Leo fait allusion à ses bottes déposées chez le cordonnier.
Dans le bureau de Benjamin Horne, sa fille Audrey lui annonce savoir qu’il est le véritable propriétaire du « Jack n’a qu’un œil » et qu’il a involontairement sollicité un rapport sexuel avec elle tandis qu’elle portait un masque. Sous le choc de cette information, Benjamin Horne lui avoue qu’il possède le « Jack n’a qu’un œil » depuis 5 ans, qu’il était amoureux de Laura Palmer et qu’il a eu des rapports sexuels avec elle.
Au Double R, Shelly Johnson dépose sa démission afin de s’occuper de son mari Leo. Norma Jennings la soutient et lui promet de la reprendre lorsque Shelly sera à nouveau disponible.
Bobby Briggs a récupéré les bottes de Leo chez le cordonnier, et découvre une cassette dissimulée à l’intérieur du talon. Supposant que la cassette contient des informations importantes, il espère en retirer de l’argent.
L’agent Dale Cooper lit le journal intime de Laura Palmer qui évoque Philip Michael Gerard ainsi que plusieurs tentatives d’agressions de Bob à son encontre. Bob y est décrit comme un ami de ses parents. Le journal intime met également en cause Benjamin Horne. Par ailleurs, Audrey Horne transmet à l’agent Cooper les informations qu’elle a recueillies sur son père. Cooper soupçonne que Bob occupe le corps de Benjamin Horne et décide de le mettre sous les verrous. Tandis que Benjamin Horne est en discussions d’affaires avec l’investisseur japonais M. Tojamura, la police débarque dans son bureau et l’emmène contre son gré.
Margaret Lanterman, dite « la dame à la bûche », passe au poste de police pour signaler qu’un événement horrible va se dérouler prochainement. 
Dans la soirée, M. Tojamura révèle à Pete Martell être en réalité sa femme Catherine, disparue depuis l’incendie de la scierie et revenue à Twin Peaks sous un déguisement.
Donna Hayward évoque avec James Hurley la mort d’Harold Smith et le départ de Maddy Ferguson.

### Épisode 15
- États-Unis : ABC, 17 novembre 1990
- France : La Cinq, 17 juin 1991

Donna Hayward et James Hurley se rendent chez Leland Palmer avec l’intention de saluer Maddy Ferguson avant son départ de la ville. Leland leur affirme qu’il vient de la déposer à l’arrêt de l’autobus. Curieusement, Sarah Palmer se comporte normalement, comme s’il ne s’était rien passé la veille au soir. En vérité, Leland Palmer a caché le corps de Maddy Ferguson dans son sac de golf, qu’il place dans le coffre de sa voiture.
Dans sa cellule, Benjamin Horne reçoit la visite de son frère Jerry qui, en tant qu’avocat raté, tente maladroitement d’organiser sa défense. Benjamin Horne lui indique qu’il était avec Catherine Martell le soir du meurtre de Laura Palmer ; or, Catherine Martell a disparu depuis l’incendie de la scierie.
L’agent Cooper et le shérif Truman annoncent à Leland Palmer que Benjamin Horne est suspect du meurtre de sa fille Laura Palmer.
Au poste de police, Benjamin Horne est soumis à un prélèvement de sang. Le journal intime de Laura Palmer évoque les activités illégales de celui-ci au « Jack n’a qu’un œil », et la police en conclut que ces accusations pourraient être le mobile du meurtre de Laura.
Bobby Briggs écoute la cassette découverte dans la botte de Leo Johnson. La cassette révèle que Leo et Benjamin Horne sont les auteurs de l’incendie de la scierie. Bobby compte alors faire chanter Benjamin.
Au Double R, Norma Jennings reçoit la visite de sa mère Vivian qui lui annonce qu’elle vient de se remarier avec Ernie, un conseiller financier rencontré récemment. Norma a des relations un peu tendues avec sa mère. Par ailleurs, elle soupçonne son mari Hank d’avoir repris des activités illégales. Lorsque celui-ci revient au restaurant, elle lui fait des reproches pour son absence de 2 jours.
Pete Martell avoue au shérif Harry Truman que lui aussi était amoureux de Josie Packard. Puis, Pete visite Benjamin Horne dans sa cellule : il lui révèle que Catherine Martell est vivante. En échange de son témoignage qui pourrait l’innocenter, celle-ci réclame que Benjamin lui cède la scierie et l’Hôtel du Grand Nord.
Lucy Moran rentre au poste de police en compagnie de sa sœur qui vient d’accoucher. Andy Brennan pense un moment que le bébé est celui de Lucy.
Philip Michael Gerard, mis en présence de Benjamin Horne, affirme que celui-ci n’est pas Bob. Malgré cela, le shérif Truman inculpe Benjamin pour le meurtre de Laura Palmer. Toutefois, l’agent Cooper le croit innocent.
En vérité, Ernie Niles et Hank Jennings se connaissent : ils étaient en prison ensemble. Vivian ignore qu’Ernie est un ancien détenu. Hank compte se servir de cette situation pour soutirer de l’argent au couple.

### Épisode 16
- États-Unis : ABC, 1er décembre 1990
- France : La Cinq, 17 juin 1991

Plutôt que d’annoncer la mort de Maddy Ferguson à sa famille, l'agent Dale Cooper demande au shérif Truman de lui donner 24 heures pour trouver le meurtrier de Laura et de Maddy. 
James offre une bague à Donna. Ils prononcent le vœu de vivre ensemble.
Puis Donna convainc l’agent Cooper de rendre visite à Mme Tremond, la voisine d’Harold Smith, car le petit-fils de Mme Tremond avait autrefois prononcé une phrase (« J’ai une âme solitaire ») qui se retrouve également dans la lettre de suicide d’Harold Smith. Toutefois, la maison où Mme Tremond est censée habiter est occupée par une autre femme qui affirme être également Mme Tremond. Celle-ci indique cependant avoir reçu dans son courrier une lettre à l’attention de Donna le lendemain du suicide d’Harold Smith. Cette lettre contient une page arrachée au journal intime de Laura Palmer. Cette page décrit avec précision le rêve que l’agent Cooper a fait peu de temps après son arrivée à Twin Peaks (le rêve de l’épisode 2 de la saison 1). Laura explique également que Bob n’a peur que d’un seul homme, Mike. La page du journal rapporte le souhait de Laura de mourir afin d’échapper à Bob.
A l’Hôtel du Grand Nord, l’agent Cooper rend visite à Philip Michael Gerard (l'enveloppe corporelle de Mike) qui, alité et entouré du docteur William Hayward, se porte mal. Cooper lui annonce que Bob a encore tué quelqu’un. Mike lui explique qu’autrefois Bob et lui tuaient ensemble dans une relation parfaite, et évoque un cercle doré. Le cercle doré rappelle à Cooper la bague qu’il a donnée au géant (épisode 8). Mike suggère à Cooper de faire appel au géant.
La police soupçonne Benjamin Horne du meurtre de Maddy Ferguson.
Catherine Martell, sous le déguisement de M. Tojamura, rend visite à Benjamin Horne dans sa cellule. Elle lui révèle son identité et, en échange de la vente du terrain de la scierie à son profit, évoque la promesse de témoigner qu’ils étaient ensemble la nuit du meurtre de Laura Palmer. Toutefois, Catherine Martell reste floue sur son souhait de lui fournir réellement l’alibi dont il a besoin.
Leland Palmer, troublé par le fait que Donna Hayward porte des lunettes de soleil qui appartenaient autrefois à Laura Palmer, développe progressivement des pulsions meurtrières à son égard. Un coup de téléphone de la mère de Maddy Ferguson les informe que la jeune femme n’est pas encore rentrée chez elle. Alors que Leland Palmer devient violent envers Donna, le shérif Truman sonne à la porte, annonce à Leland qu’un nouveau meurtre a été découvert et lui demande de le suivre. Donna, effondrée, apprend à James Hurley la mort de Maddy. James se reproche leur incapacité à la sauver.
Le shérif Truman emmène Leland Palmer dans un café où sont également convoqués Benjamin Horne, Ed Hurley, Leo Johnson et Bobby Briggs. L’agent Cooper leur annonce que l’un d’eux est vraisemblablement l’assassin de Laura Palmer. Le vieux serveur sénile (rencontré à l’épisode 8), escorté par le major Briggs, s’invite à cette réunion. L’agent Cooper a soudain à nouveau la vision de son rêve : il se souvient que, lors de son rêve, Laura Palmer lui annonçait que son assassin est son propre père, Leland Palmer. Le géant lui apparaît pour lui rendre sa bague. Connaissant désormais l’identité de l’assassin, Cooper emmène Benjamin Horne et Leland Palmer au bureau de police, et, par surprise, il fait enfermer Leland dans la salle d’interrogatoire. Bob, l’esprit qui habite Leland, se montre furieux de s’être laissé emprisonner. Bob avoue les meurtres de Laura Palmer, Maddy Fergusson, ainsi qu’un meurtre à Pittsburg. Il souhaite quitter le corps de Leland Palmer.
Dans une autre pièce, Lucy Moran indique simultanément à Andy Brennan et à Dick Tremayne que la paternité de son bébé sera identifiée après la naissance de l’enfant en comparant son groupe sanguin avec celui des deux hommes. La cigarette de Dick Tremayne déclenche involontairement les extincteurs de plafond dans tout le bâtiment. Trempé et sous le contrôle de Bob, Leland se jette frénétiquement contre la porte blindée. Agonisant, il avoue ensuite que Bob voulait entrer dans Laura mais comme celle-ci le refusait, Bob l’a tuée. Leland meurt plus tard dans la salle d’interrogatoire.

### Épisode 17
- États-Unis : ABC, 8 décembre 1990
- France : La Cinq, 28 juin 1991

Leland Palmer est enterré trois jours après sa mort. L’agent Cooper explique à son épouse Sarah Palmer que Leland Palmer était contrôlé par une force occulte et qu’il la droguait pour qu’elle ignore ses agissements.
L’agent Cooper se prépare à quitter Twin Peaks et fait ses adieux à Audrey Horne.
Catherine Martell révèle au shérif Truman qu’elle a survécu à l’incendie de la scierie. Elle lui narre qu’après s’être échappée de l’incendie, elle a erré pendant la nuit jusqu’au chalet de Truman où elle s’est installée pendant quelques jours.
Le shérif Truman offre à Cooper un hameçon comme cadeau de départ et l’informe qu’il a été intégré dans la confrérie secrète de Twin Peaks. Toutefois, les adieux de Cooper aux agents de police sont interrompus par l’arrivée d’un agent du FBI et d’un membre de la police montée canadienne qui annoncent à Cooper qu’il est suspendu du FBI pour faute. King, le policier canadien, lui reproche le franchissement non-autorisé de la frontière, les morts qui ont eu lieu au « Jack n’a qu’un œil » lors de du sauvetage d’Audrey Horne, ainsi que d’avoir perturbé une enquête au Canada sur l’implication de Jean Renault dans un trafic de cocaïne.
Bobby Briggs sollicite un emploi auprès de Benjamin Horne tout juste sorti de prison, mais celui-ci le fait mettre dehors. De son côté, Shelly Johnson remarque que son mari Leo, bien que paralysé, est capable de bouger un peu.
Norma Jennings se fâche contre sa mère Vivian qui, en tant que critique gastronomique, a rédigé une chronique négative concernant la cuisine de sa fille, servie au restaurant.
Hank Jennings emmène Ernie Niles au « Jack n’a qu’un œil » afin qu’il rencontre Jean Renault. Celui-ci lui demande de s'impliquer dans ses activités illégales. King, le policier canadien, est en vérité impliqué avec Jean Renault dans le trafic de drogue. Leur intention est de placer un sachet de cocaïne dans la voiture de l’agent Cooper afin de le faire accuser de vol et trafic de drogue.
Josie Packard, blessée, retourne auprès d’Harry Truman.

### Épisode 18
- États-Unis : ABC, 15 décembre 1990
- France : La Cinq, 5 juillet 1991

Betty Briggs, l’épouse du major disparu, explique au shérif Harry Truman et à l’agent Dale Cooper que Garland Briggs a précédemment disparu à plusieurs reprises pour des raisons professionnelles.
Gordon Cole, le supérieur de Cooper, lui communique par téléphone son soutien concernant l’enquête du FBI déclenchée à la demande de la police canadienne. Il l’informe également que le bureau des narcotiques du FBI va envoyer l’agent Dennis Bryson pour étudier les accusations contre Dale Cooper.
Nadine Butler Hurley, toujours dotée d’une force surhumaine et d’un caractère enfantin, a intégré le lycée de Twin Peaks.
James Hurley rencontre dans un bar Evelyn Marsh, une femme riche et au comportement de séductrice, qui lui demande de réparer la voiture de son mari.
L’agent Dennis Bryson arrive au commissariat de police de Twin Peaks. A la surprise des agents de police présents, Bryson se présente en femme et demande à se faire appeler Denise désormais. Denise Bryson explique à Cooper qu’il est accusé d’avoir volé de la drogue lors de son séjour au Canada. Audrey Horne rencontre Denise et est surprise de voir qu'il y ait des femmes agents au FBI. 
Josie Packard, pressée par Harry Truman, lui révèle qu’elle est issue d’une famille pauvre de Hong Kong et qu’elle a, à 16 ans, été prise comme concubine par un homme dangereux, Thomas Eckhardt. Ce dernier était associé avec Andrew Packard avec lequel Josie s’est marié pour échapper à Thomas Eckardt. Josie estime que Thomas Eckardt est responsable de la mort de son mari Andrew.
Jean Renault a confié 4 kg de cocaïne à Ernie Niles. Hank Jennings annonce à Benjamin Horne qu’il est dépossédé du « Jack n’a qu’un œil ».

### Épisode 19
- États-Unis : ABC, 12 janvier 1991
- France : La Cinq, 12 juillet 1991

### Épisode 20
- États-Unis : ABC, 19 janvier 1991
- France : La Cinq, 19 juillet 1991

### Épisode 21
- États-Unis : ABC, 2 février 1991
- France : La Cinq, 26 juillet 1991

### Épisode 22
- États-Unis : ABC, 9 février 1991
- France : La Cinq, 2 août 1991

### Épisode 23
- États-Unis : ABC, 16 février 1991
- France : La Cinq, 9 août 1991

### Épisode 24
- États-Unis : ABC, 28 mars 1991
- France : La Cinq, 16 août 1991

### Épisode 25
- États-Unis : ABC, 4 avril 1991
- France : La Cinq, 23 août 1991

### Épisode 26
- États-Unis : ABC, 11 avril 1991
- France : La Cinq, 30 août 1991

### Épisode 27
- États-Unis : ABC, 18 avril 1991
- France : La Cinq, 6 septembre 1991

### Épisode 28
- États-Unis : ABC, 10 juin 1991
- France : La Cinq, 13 septembre 1991

L'agent Dale Cooper et le shérif Harry Truman se précipitent à la Loge Noire, pour sauver la vie de Miss Twin Peaks. 

### Épisode 29
- États-Unis : ABC, 10 juin 1991
- France : La Cinq, 20 septembre 1991

Donna Hayward exige la vérité, tandis que Ben Horne s'excuse d'essayer d'être gentil. 